# 天使なカラダ
『天使なカラダ』（てんしなカラダ）は、池上花英による日本の漫画作品。『週刊プレイボーイ』にて月1読み切り後『携帯週プレBook』にて配信。

## 概要
若手スカウト小宮山大吾にスカウトされ、何も知らずにアダルトビデオデビューしてしまった保母、冴川真美の物語。

## 登場人物
小宮山 大吾（こみやま だいご）
AVスカウトマン兼真美のマネージャー。冴川の真面目さに彼女を引き込んだことを後悔し、彼女をAVから身を引かせようとするが、社長から代わりを探せと言われ仕方なく真美をAV出演を続ける。上記の事から結局、真美の相手役をしてしまうことが多くその結果、真美の事を好きになってしまった。
冴川 真美（さえかわ まみ）
高校までは、黒ぶちめがねで冴えない外見で子供好きな保母。巨乳の持ち主で、小宮山にスカウトされAVデビューするも純真な性格でナンパ師やAV男優を次々と惚れさせ、抱けない状態に追い込んでしまうが酔うと大胆になる。身持ちが重く、『惚れた相手で無いと姦通を許さない』と言った事が小宮山を悩ますことに。
花椿 あずさ（はなつばき あずさ）
真美の同級生。高校時代に周りからアイドル扱いされていたが、ずっと見下していたメガネを外した後の真美にその座を奪われた事から真美を恨み、大手テレビ局アナウンサーに内定していたが真美のAVデビューを知ってAV女優になろうとする。酔うと泣き上戸になる。
柏木（かしわぎ）
小宮山の所属するプロダクションの専属女優。レズっ気あり。
社長
小宮山の所属するプロダクション社長。